# Hystrix africaeaustralis
Hystrix africaeaustralis е вид бозайник от семейство Бодливи свинчета (Hystricidae).

## Разпространение
Видът е разпространен в Ботсвана, Бурунди, Демократична република Конго, Замбия, Зимбабве, Кения, Лесото, Малави, Мозамбик, Намибия, Руанда, Свазиленд, Танзания, Уганда и Южна Африка.